# Kongregacija za duhovščino
Kongregacija za duhovščino tudi Kongregacija za kler (latinsko Congregatio pro Clericis) je bila  kongregacija Rimske kurije, zadolžena za vse zadeve, ki se nanašajo na duhovnike in diakone.
Kongregacija za duhovnišvo izvira iz kongregacije Sacra Congregatio Cardinalium Concilii Tridentini interpretum, ki jo je ustanovil papež Pij IV. 2. avgusta 1546. Do leta 1967 je bila znana tudi kot Sveta kongregacija Sveta.

## Prefekti
- Karl Borromeus (1564-1565)
- Francesco Alciati (1565-1580)
- Filippo Boncompagni (1580-1586)
- Antonio Carafa (1586-1591)
- Girolamo Mattei (1591-1603)
- Paolo Emilio Zacchia (1604-1605)
- Francesco Maria Bourbon del Monte (1606-1616)
- Orazio Lancellottti (1616-1620)
- Roberto Ubaldini (1621-1623)
- Cosmo de Torres (1623-1626)
- Bonifacio Bevilacqua (1626-1627)
- Frabrizio Verospi (1627-1639)
- Giovanni Battista Pamphili (1639-1644)
- Francesco Cennini (1644-1645)
- Pier Luigi Carafa (1645-1655)
- Francesco Paolucci (1657-1661)
- Giulio Sacchetti (1661-1663)
- Angelo Celsi (1664-1671)
- Paluzzo Altieri (1671-1672)
- Vincenzo Maria Orsini (1673-1675)
- Federico Baldeschi Colonna (1675-1691)
- Galeazzo Marescotti (1692-1695)
- Giuseppe Sacripanti (1696-1700)
- Bandino Panciati (1700-1718)
- Pietro Marcellino Corradini (1718-1721)
- Curzio Origo (1721-1737)
- Antonio Saverio Gentili (1737-1753)
- Mario Millini (1753-1756)
- Gian Giacomo Millo (1756-1757)
- Clemente Argenvilliers (1757-1758)
- Ferinando Maria De Rossi (1759-1775)
- Carlo Vittorio Amedeo Delle Lanze (1775-1784)
- Guglielmo Pallotta (1785-1795)
- Tommaso Antici (1795-1798)
- Filippo Carandini (1800-1810)
- Giulio Gabrielli (1814-1820)
- Emanuele De Gregorio (1820-1834)
- Vincenzo Macchi (1834-1841)
- Paolo Polidori (1841-1847)
- Pietro Ostini (1847-1849)
- Angelo Mai (1851-1853)
- Antonio Maria Cagiano de Azevedo (1853-1860)
- Prospero Caterini (1860-1881)
- Lorenzo Nina (1881-1885)
- Luigi Serafini (1885-1893)
- Angelo Di Pietro (1893-1902)
- Vincenzo Vannutelli (1902-1908)
- Casimiro Gennari (1908-1914)
- Francesco de Paola Casetta (1914-1919)
- Donato Sbarretti (1919-1930)
- Giulio Serafini (1930-1938)
- Luigi Maglione (1938-1939)
- Francesco Marmaggi (1939-1949)
- Giuseppe Bruno (1949-1954)
- Pietro Ciriaci (1954-1966)
- Jean-Marie Villot (1967-1969)
- John Joseph Wright (1969-1979)
- Silvio Oddi (1979-1986)
- Antonio Innocenti (1986-1991)
- Jose Tomas Sanchez (1991-1996)
- Darío Castrillón Hoyos (pro-prefekt 1996-1998, prefekt 1998-2006)
- Cláudio Hummes (2006-2010)
- Mauro Piacenza (2010-2013)
- Beniamino Stella (2013-danes)

## Ukinitev
Kongregacija je bila ukinjena z apostolsko konstitucijo papeža Frančiška Praedicate Evangelium, objavljeno 19. marca 2022. Ta je stopila v veljavo 5. junija 2022, na binkošti, ter je nadomestila apostolsko konstitucijo Pastor Bonus iz leta 1988.